# Bal-Sagoth
Bal-Sagoth är ett symphonic extreme metal/black metal band från Yorkshire, England, bildad av Byron Roberts. Nuvarande uppställning med Alistair MacLatchy och bröderna Chris Maudling och Jonny Maudling var komplett 1993.
Namnet har de tagit från Robert E. Howards berättelse "The Gods of Bal-Sagoth".
Deras första demo släpptes 1993. Sedan dess har det blivit ytterligare 6 studioalbum.
Samtliga medlemmar (utan Byron Roberts) spelar också i bandet Kull.

## Medlemmar
Senaste medlemmar
- Byron Roberts – sång (1989– )
- Chris Maudling – basgitarr (1993–1998), gitarr (1993– )
- Jonny Maudling – trummor (1993–1998), keyboard (1993– )
- Paul Jackson – trummor (2007– )
- Alistair MacLatchy – basgitarr (2010– )

Tidigare medlemmar
- Dan Mullins – trummor (2004–2006)
- Mark Greenwell – basgitarr (1998–2010)
- Dave Mackintosh – trummor (1998–2004)

Turnerande medlemmar
- Jason Porter – basgitarr (1993–1996)
- Vincent Crabtree – keyboard(1993–1995)
- Leon Forrest – keyboard (1993–1998)
- Alistair MacLatchy – basgitarr (1996–1998)

## Diskografi
Studioalbum
- A Black Moon Broods Over Lemuria (1995)
- Starfire Burning Upon the Ice-Veiled Throne of Ultima Thule (1996)
- Battle Magic (1998)
- The Power Cosmic (1999)
- Atlantis Ascendant (2001)
- The Chthonic Chronicles (2006)

Demo
- Demo (1993)
- Apocryphal Tales (Demo 1993) ( 2013)